# El oro de Ulises
El oro de Ulises (título original: Ulee's Gold) es una película estadounidense de 1997, escrita y dirigida por Victor Nuñez y protagonizada por Peter Fonda, Patricia Richardson y Christine Dunford.

## Argumento
Fonda interpreta a Ulises Jackson, un veterano de Vietnam, viudo y abuelo. Es apicultor de profesión, que cría dos nietas (interpretado por Biel y Zima) porque su hijo (interpretado por Wood) está en la cárcel por robo y su nuera Helen (interpretado por Dunford) ha huido abandonando a sus hijas, y es alcohólica y drogadicta. El hijo le pide que busque a su mujer y la lleve a su casa. Al regresar a casa con Helen, sus nietas miran a su madre pasando por una grave desintoxicación, y piden a su vecina Connie (interpretado por Richardson) que los ayude. Connie se ha divorciado dos veces y es enfermera. Así que asiste a Ulee a desintoxicar a su nuera. La película muestra Ulee la celebración de la familia y tratando de protegerlos de dos jóvenes delincuentes, los socios de fechorías de su hijo, que vienen buscando un botín oculto de dinero en efectivo.

## Reparto
- Peter Fonda ... Ulee Jackson
- Patricia Richardson ... Connie Hope
- Christine Dunford ... Helen Jackson
- Tom Wood ... Jimmy Jackson
- Jessica Biel ... Casey Jackson
- Vanessa Zima ... Penny Jackson
- Steven Flynn ... Eddie Flowers
- Dewey Weber ... Ferris Dooley
- J. Kenneth Campbell ... Sheriff Bill Floyd
- Traber Burns ... Chance Barrow
- Ryan Marshall ... Charley Myers

## Premios

### Óscar
| Año  | Categoría   | Persona     | Resultado |
| ---- | ----------- | ----------- | --------- |
| 1996 | Mejor actor | Peter Fonda | Candidato |

### Globos de Oro
| Año  | Categoría           | Persona     | Resultado |
| ---- | ------------------- | ----------- | --------- |
| 1997 | Mejor actor - Drama | Peter Fonda | Ganador   |

### Premios del Sindicato de Actores
| Año  | Categoría   | Persona     | Resultado |
| ---- | ----------- | ----------- | --------- |
| 1996 | Mejor actor | Peter Fonda | Candidato |